# Liste der Baudenkmale in Kutenholz
In der Liste der Baudenkmale in Kutenholz  sind alle Baudenkmale der niedersächsischen Gemeinde Kutenholz aufgelistet. Die Quelle der Baudenkmale ist der Denkmalatlas Niedersachsen. Der Stand der Liste ist der 17. Dezember 2020.

## Allgemein
In den Spalten befinden sich folgende Informationen:
- Lage: die Adresse des Baudenkmales und die geographischen Koordinaten. Kartenansicht, um Koordinaten zu setzen. In der Kartenansicht sind Baudenkmale ohne Koordinaten mit einem roten Marker dargestellt und können in der Karte gesetzt werden. Baudenkmale ohne Bild sind mit einem blauen Marker gekennzeichnet, Baudenkmale mit Bild mit einem grünen Marker.
- Bezeichnung: Bezeichnung des Baudenkmales
- Beschreibung: die Beschreibung des Baudenkmales. Unter § 3 Abs. 2 NDSchG werden Einzeldenkmale und unter § 3 Abs. 3 NDSchG Gruppen baulicher Anlagen und deren Bestandteile ausgewiesen.
- ID: die Objekt-ID des Baudenkmales
- Bild: ein Bild des Baudenkmales, ggf. zusätzlich mit einem Link zu weiteren Fotos des Baudenkmals im Medienarchiv Wikimedia Commons. Wenn man auf das Kamerasymbol klickt, können Fotos zu Baudenkmalen aus dieser Liste hochgeladen werden:

## Kutenholz (Hauptort)

### Einzelbaudenkmale
| Lage                                       | Bezeichnung               | Beschreibung | ID       | Bild |
| ------------------------------------------ | ------------------------- | --- | -------- | ---- |
| Hauptstraße 23 53° 29′ 3″ N, 9° 19′ 25″ O  | Wohnhaus                  | Eingeschossiger massiver Bau mit Backsteinziersetzung im Wechsel mit hellen Putzflächen. Aufwendige Deckung teilweise mit Ziegelformsteinen. Straßenseitig ein Zwerchhaus. Erbaut 1901 (i).          | 30925072 | BW   |
| Lange Straße 4 53° 28′ 51″ N, 9° 19′ 19″ O | Wohn-/ Wirtschaftsgebäude | Traufständiges Zweiständerhaus in Fachwerk mit Backsteinausfachung, unter reetgedecktem Halbwalmdach. Kräftige Hauptständer und aussteifende Kopfbänder. Errichtet durch den Meister "JWB" 1795 (i). | 30924916 | BW   |

## Bullenholz

### Einzelbaudenkmale
| Lage                                      | Bezeichnung               | Beschreibung | ID       | Bild |
| ----------------------------------------- | ------------------------- | --- | -------- | ---- |
| Bullenholz 2 53° 29′ 35″ N, 9° 18′ 53″ O  | Wohn-/ Wirtschaftsgebäude | Kleines Zweiständerhaus in Fachwerk mit Backsteinausfachung, unter reetgedecktem Walmdach auf Stichbalken. Unterschiedliche Gefachgrößen, sichtbare Rähmköpfe, Eckverblattungen, kräftige Hauptständer und profilierte Knaggen. Errichtet durch den Meister "PWB" 1747 (i). | 30924718 | BW   |
| Bullenholz 6 53° 29′ 37″ N, 9° 18′ 55″ O  | Wohn-/ Wirtschaftsgebäude | Giebelständiger Zweiständerbau in Fachwerk mit Backsteinausfachung, unter Walmdach in Reetdeckung. Mit gleichmäßigem Fachwerkgefüge. Errichtet als Heuerhaus 1803 (i). | 30924737 | BW   |
| Bullenholz 10 53° 29′ 39″ N, 9° 18′ 59″ O | Wohn-/ Wirtschaftsgebäude | Großes giebelständiges Zweiständerhaus in Fachwerk mit Backsteinausfachung, unter Walmdach in Reetdeckung. Hoch aufgemauerte Traufwände, dadurch nur schmale seitliche Kübbungen. Errichtet Ende des 19. Jahrhunderts.                                                      | 30924754 | BW   |

## Mulsum

### Gruppe: Heerloge 38
Die Gruppe hat die ID 30900311. Wohnhaus mit umgebendem Garten und Laubengang. Seltenes Beispiel von bürgerlich-ländlicher Wohn- und Lebensweise der Zeit um 1930.

| Lage                                    | Bezeichnung | Beschreibung | ID       | Bild |
| --------------------------------------- | ----------- | --- | -------- | ---- |
| Heerloge 38 53° 30′ 18″ N, 9° 18′ 12″ O | Wohnhaus    | Frei auf großem Grundstück liegender eingeschossiger Backsteinbau unter Satteldach in Ziegeldeckung. Durch Muster und Verzierungen geschmückte Fassade, nordseitig ein markanter Garagentrakt. Erbaut als Wohnhaus eines Landarztes um 1930. | 30925090 | BW   |
| Heerloge 38 53° 30′ 18″ N, 9° 18′ 12″ O | Garten      | Zeittypisch gestaltete Gartenanlage um das Haus eines Landarztes mit älterem Baumbestand, Gehölzen und Lindenlaubengang. | 30925136 | BW   |

### Einzelbaudenkmale
| Lage                                       | Bezeichnung               | Beschreibung | ID       | Bild |
| ------------------------------------------ | ------------------------- | --- | -------- | ---- |
| An der Kirche 1 53° 30′ 44″ N, 9° 18′ 3″ O | Kirche                    | St. Petri (Mulsum), einschiffige Saalkirche aus Feldsteinen, im oberen Bereich auch Backsteine; unter ziegelgedecktem Walmdach. Das Patronat des heiligen Petrus lässt auf eine frühe Kirchengründung, womöglich um 800, schließen. Der vorhandene Bau wurde 1801–04 errichtet und ist durch symmetrisch gegliederte Längswände mit jeweils paarweise angeordneten Rundbogenfenstern mit Eisensprossenwerk gekennzeichnet. Eingang durch das Nordportal. Bereits von 1782 stammt der ebenfalls in Feldstein ausgeführte Westturm mit einem achtseitigen, schiefergedeckten Helm. Südlicher Sakristeianbau aus Backstein von 1934. Im Inneren querorientierter Raum mit verputzten Wänden, der von einer abgeflachten Walm-Tonne mit Stuckrahmung überspannt wird. Von der ursprünglichen Ausstattung sind die dreiseitig umlaufende Empore, das Gestühl und der Orgelprospekt erhalten; der Kanzelaltar an der südlichen Längswand und die Taufe wurden 1934 erneuert. Orgel von Johann Hinrich Röver aus Stade von 1869. | 30924933 |      |
| An der Kirche 2 53° 30′ 45″ N, 9° 18′ 1″ O | Wohn-/ Wirtschaftsgebäude | Giebelständiger Zweiständerbau in Fachwerk mit Backsteinausfachung, unter Satteldach. Errichtet 1828 (i). | 30924950 | BW   |
| An der Kirche 8 53° 30′ 42″ N, 9° 18′ 1″ O | Pfarrgehöft               | Großer Vierständerbau in Fachwerk mit Backsteinausfachung, unter Halbwalmdach in Pfannendeckung. Neu erbaut nach Brand von 1819 in den Jahren 1821-1823 (i). | 30924967 | BW   |
| Höchststadt 9 53° 30′ 43″ N, 9° 18′ 5″ O   | Wohn-/ Wirtschaftsgebäude | Traufständiger eingeschossiger Backsteinbau mit Drempelgeschoss unter ziegelgedecktem Satteldach. Zeittypische Backsteingliederungen. Straßenseitig ein kleiner Dacherker mit Uhr. Erbaut um 1900 an der Stelle des früheren Gerichtshauses. | 30924986 | BW   |
| Mühlenweg 65 53° 30′ 10″ N, 9° 18′ 36″ O   | Mühle                     | Galerieholländer mit achteckigem Unterbau. Wandverkleidung in Schindeldeckung. Als Windmühle errichtet 1843, Mahlwerk erhalten. | 30925020 |      |

## Tinste

### Einzelbaudenkmale
| Lage                                | Bezeichnung               | Beschreibung | ID       | Bild |
| ----------------------------------- | ------------------------- | --- | -------- | ---- |
| Tinste 7 53° 30′ 6″ N, 9° 15′ 34″ O | Wohn-/ Wirtschaftsgebäude | Zweiständerbau in Fachwerk mit Backsteinausfachung, unter reetgedecktem Satteldach. Errichtet im 19. Jahrhundert. Ehemals Wohnhaus des Holzvogtes der königlichen Holzung "Tinster Holz". | 30925055 | BW   |

## Hohenmoor

### Einzelbaudenkmale
| Lage                                    | Bezeichnung               | Beschreibung | ID       | Bild |
| --------------------------------------- | ------------------------- | --- | -------- | ---- |
| Hohenmoor 1 53° 30′ 45″ N, 9° 15′ 38″ O | Wohn-/ Wirtschaftsgebäude | Zweiständerbau in Fachwerk mit Backsteinausfachung; leicht nach innen geneigte Hauptständer und breite Gefache (vermutlich ehemals Lehmausfachung). Errichtet im späten 18. Jahrhundert | 30924863 | BW   |

## Essel

### Gruppe: Schulgebäude Dorfstraße 26
Die Gruppe hat die ID 30899871. Dorfschule mit Schulgebäude mit Lehrerwohnung und Wirtschaftstrakt sowie einem freistehenden Abortgebäude.

| Lage                                      | Bezeichnung  | Beschreibung | ID       | Bild |
| ----------------------------------------- | ------------ | --- | -------- | ---- |
| Dorfstraße 26 53° 29′ 19″ N, 9° 16′ 25″ O | Schulgebäude | Klar gegliederter Putzbau mit segmentbogigen Fenstern, unter pfannengedecktem Krüppelwalmdach. Mit rechtwinklig anschließendem Wirtschaftstrakt aus Backstein. Erbaut als Dorfschule mit Lehrerwohnung 1905 (i).                       | 30924771 | BW   |
| Dorfstraße 26 53° 29′ 18″ N, 9° 16′ 24″ O | Toilette     | Schmaler, hoher Backsteinbau unter pfannengedecktem Satteldach. Gebaut 1905 im Zusammenhang mit dem Schulgebäude als Abort (Toilettenhäuschen) für die Schüler. Mit Abortschacht und getrennten Räumlichkeiten für Mädchen und Jungen. | 30924792 | BW   |

## Groß Aspe

### Einzelbaudenkmale
| Lage                                         | Bezeichnung               | Beschreibung | ID       | Bild |
| -------------------------------------------- | ------------------------- | --- | -------- | ---- |
| Landstraße 20 53° 27′ 50″ N, 9° 22′ 13″ O    | Wohn-/ Wirtschaftsgebäude | Traufständiger Zweiständerbau in Fachwerk mit Backsteinausfachung unter Satteldach in Reetdeckung. Errichtet in der zweiten Hälfte des 19. Jahrhunderts.                                                         | 30924846 | BW   |
| Brester Straße 6 53° 27′ 46″ N, 9° 22′ 35″ O | Wohnhaus                  | Giebelständiges Wohnhaus aus Backstein mit Putzlisenen und stuckierten Fenstereinfassungen. Eingang durch zwei eingestellte Säulen hervorgehoben. Erbaut 1906, nach Brand 1909 (i) originalgetreu neu errichtet. | 30924829 | BW   |